# Бельский, Леонид Петрович
Леони́д Петро́вич Бе́льский (1855—1916) — русский поэт, переводчик, литературовед и педагог.

## Биография
Сын чиновника канцелярии воронежского губернатора. Родился 15 (27) апреля 1855 года (по другим сведениям — 15.08.1855) в уездном городе Коротояк Воронежской губернии. Учился в Воронежском уездном училище (1863—1866), затем — в Петропавловском мужском немецком училище; в 1874 году с серебряной медалью окончил 4-ю московскую гимназию.
В 1874—1878 годах учился на историко-филологическом факультете Московского университета. В 1881 году стал магистром русской словесности, в 1887 — приват-доцентом Московского университета.
Преподавал в ряде гимназий (в родной 4-й гимназии, в Поливановской гимназии, в гимназии Креймана) и других учебных заведениях: Московском университете, учительском институте (с 1896), в 3-м Александровском военном училище (до 1894), Николаевском сиротском институте (с 1894), на Высших женских курсах В. И. Герье.
В 1887 году опубликовал в Москве стихотворную «Сказку о царевне-лягушке».
Опубликованный в 1888 году перевод «Калевалы» был отмечен поощрительной Пушкинской премией.
Выпустил два сборника стихов: Вечерние зорьки (1907) и Думки (1908). Писал произведения для детей, литературно-критические и биографические очерки о русских писателях, очерки из русской и европейской истории; под его редакцией в 1901 году было осуществлено факсимильное издание рукописей и черновиков А. С. Пушкина.
С 1889 года являлся членом Общества любителей российской словесности и членом-корреспондентом Финского литературного общества.
Умер в декабре 1916 года в Москве.